# Brederwiede
Brederwiede est une ancienne commune néerlandaise de la province d'Overijssel.
La commune a été créée le 1er janvier 1973 par la fusion de Blokzijl, Giethoorn, Vollenhove et Wanneperveen. Elle était située dans la partie nord-ouest d'Overijssel. Le 1er janvier 2001, Brederwiede est rattaché à Steenwijk, commune qui change de nom en 2003 pour devenir Steenwijkerland.